# Powiat Tuchel
Powiat Tuchel (niem. Landkreis Tuchel, Kreis Tuchel; pol. powiat tucholski) – dawny powiat na terenie Prus istniejący od 1875 do 1920. Znajdował się w rejencji kwidzyńskiej w prowincji Prusy Zachodnie. Siedzibą powiatu było miasto Tuchola (niem. Tuchel). Teren powiatu znajduje się obecnie w województwie kujawsko-pomorskim.

## Historia
Powiat powstał w 1875 r. z części terenu powiatu chojnickiego. W latach 1920–1939 po ustaleniach traktatu wersalskiego powiat należał do Polski. W latach 1939–1945 powiat należał do rejencji bydgoskiej w okręgu Gdańsk-Prusy Zachodnie.
W 1910 na terenie powiatu znajdowało się jedno miasto (Tuchola) oraz 85 innych gmin.